# Hanga Roa
La ciutat d'Hanga Roa és la capital de l'Illa de Pasqua, a Xile.
Pràcticament la totalitat dels habitants pertanyents a aquesta comuna es localitzen en aquest poblat situat al sud-oest de l'illa. Segons el cens de 2002, la població de Hanga Roa era de 3.791 habitants, el que suposa més del 87% de la població total de l'illa. Posseïx un carrer principal en direcció nord-sud, l'Avinguda Policarpo Toro, en intersecció amb Te Pito Te Henua, on se situen els edificis públics i el comerç. Hanga Roa també posseïx una bella caleta amb un altar de moais. Posseïx hotels i hostalatges, banc, hospital i farmàcies, carrabiners, restaurants, i un variat i peculiar comerç. Hanga Roa rep els turistes -pràcticament tots- per l'Aeroport Internacional Mataveri, on arriben avions de LAN Airlines. Playa Pea és una petita platja situada al costat sud de la Caleta de Hanga Roa.
Hanga Roa està agermanada amb Olot (setembre 1984).